# 普里斯坦 (阿赫特爾卡區)
50°20′27″N 34°50′37″E / 50.34083°N 34.84361°E
普里斯坦（烏克蘭語：Пристань）是位於烏克蘭東北部的村莊，由蘇梅州奥赫蒂尔卡区的奧赫蒂爾卡市鎮負責管轄。該村處於沃爾斯克拉河左岸，距離科賈廷2公里，海拔高度106米，2001年人口7。